# Битва під Вишецино (1734)

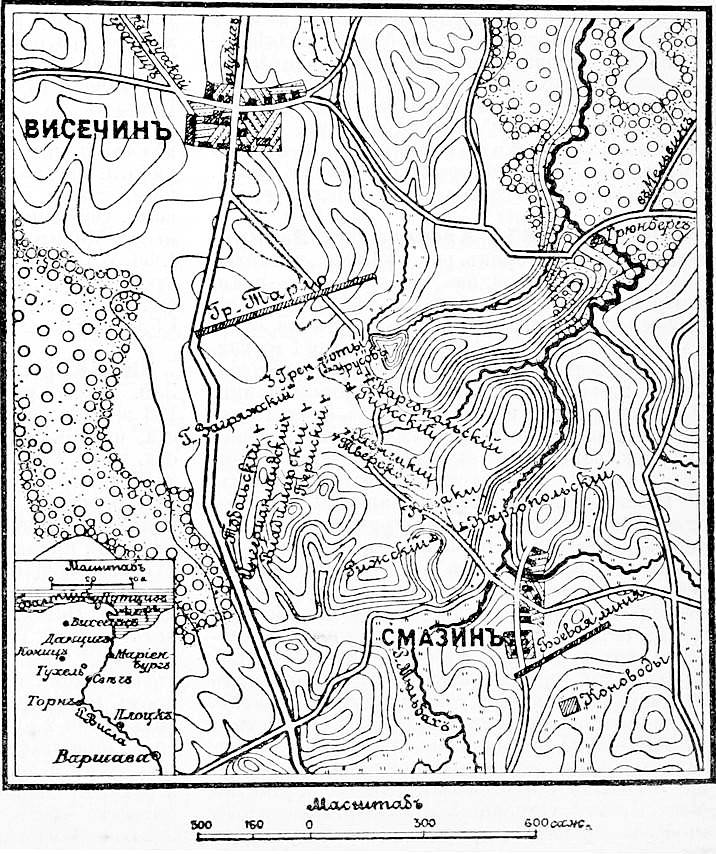
Битва під Вишецино (1734)

Битва під Вишецино — (пол. Bitwa pod Wyszecinem; у російських джерелах Битва під Височином) битва 8 квітня 1734 року між російським і польським загонами в ході Війни за польську спадщину 1733—1735 років біля кашубського містечка Вишецино. Попри чисельну перевагу поляків, битва закінчилася перемогою російських військ.
Російським загоном командував генерал П. П. Лассі, польським Ян Тарло. Загін Тарло рухався до Балтійського моря, розраховуючи з'єднатися з очікуваним французьким десантом.
Перемога Лассі запобігла зрив облоги Гданська і не дозволила прибічникам Станіслава Лещинського забезпечити сприятливі умови для висадки французького десанту.